# Gosteče
Gosteče – wieś w Słowenii, w gminie Škofja Loka. W 2018 roku liczyła 82 mieszkańców.